# (466979) 2016 BC17
(466979) 2016 BC17 es un asteroide perteneciente al cinturón de asteroides, descubierto el 2 de febrero de 2008 por el equipo Spacewatch desde el Observatorio Nacional de Kitt Peak (Arizona, Estados Unidos).